# Теорема Кантора
Теорема Кантора — классическое утверждение теории множеств. Доказано Георгом Кантором в 1891 году. Утверждает, что любое множество {\displaystyle A} менее мощно, чем множество всех его подмножеств {\displaystyle 2^{A}}.

## Доказательство
Предположим, что существует множество {\displaystyle A}, равномощное множеству всех своих подмножеств {\displaystyle 2^{A}}, то есть, что существует такая биекция {\displaystyle f}, ставящая в соответствие каждому элементу множества {\displaystyle A} некоторое подмножество множества {\displaystyle A}.
Рассмотрим множество {\displaystyle B}, состоящее из всех элементов {\displaystyle A}, не принадлежащих своим образам при отображении {\displaystyle f}:
{\displaystyle B=\left\{\,x\in A:x\not \in f(x)\,\right\}}.
Отображение {\displaystyle f} биективно, а {\displaystyle B\subseteq A}, поэтому существует {\displaystyle y\in A} такой, что {\displaystyle f(y)=B}.
Теперь посмотрим, может ли {\displaystyle y} принадлежать {\displaystyle B}. Если {\displaystyle y\in B}, то {\displaystyle y\in f(y)}, а тогда, по определению {\displaystyle B}, {\displaystyle y\not \in B}. И наоборот, если {\displaystyle y\not \in B}, то {\displaystyle y\not \in f(y)}, а следовательно, {\displaystyle y\in B}. В любом случае, получаем противоречие.
Следовательно, исходное предположение ложно и {\displaystyle A} не равномощно {\displaystyle 2^{A}}. Таким образом доказана строгость неравенства.
Для определения знака неравенства построим инъективное отображение {\displaystyle g\colon A\to 2^{A}}, сопоставляющее каждому элементу {\displaystyle a} из {\displaystyle A} подмножество {\displaystyle \{a\}}, состоящее из этого единственного элемента. В {\displaystyle 2^{A}} остались множества (состоящие из более чем одного элемента). Отсюда можно сделать вывод, что  {\displaystyle \left|2^{A}\right|>|A|}.